# Eleven d'Indy
Maillots
Actualités
L'Eleven d'Indy (en anglais : Indy Eleven), est une franchise de soccer professionnel basée à Indianapolis, dans l'État de l'Indiana, fondée en 2013. La franchise évolue en United Soccer League, le deuxième niveau dans la hiérarchie nord-américaine.

## Histoire

### Création du club et débuts en NASL (2013-2017)
La North American Soccer League annonce le 16 janvier 2013 la création d'un club d'expansion à Indianapolis.

### Départ en USL (depuis 2018)
Le 10 janvier 2018, la franchise rejoint la United Soccer League pour la saison 2018.

## Palmarès et records

### Palmarès
| Compétitions nationales                                                         |
| - North American Soccer League - Vainqueur de la saison régulière : Spring 2016 |

### Bilan par saison
| Saison | Saison régulière | Saison régulière | Saison régulière | Saison régulière | Saison régulière | Saison régulière | Saison régulière | Saison régulière | Saison régulière | Saison régulière | Séries       | US Open Cup    | Affl. moy. saison régulière | Affl. moy. séries éliminat. | Meilleurs buteurs       | Meilleurs buteurs |
| Saison | Ligue            | Place            | M                | V                | N                | D                | BP               | BC               | Pts              | Général          | Séries       | US Open Cup    | Affl. moy. saison régulière | Affl. moy. séries éliminat. | Joueurs                 | Buts              |
| ------ | ---------------- | ---------------- | ---------------- | ---------------- | ---------------- | ---------------- | ---------------- | ---------------- | ---------------- | ---------------- | ------------ | -------------- | --------------------------- | --------------------------- | ----------------------- | ----------------- |
| 2014   | NASL Spring      | 10e              | 9                | 0                | 4                | 5                | 14               | 20               | 4                | 9e               | Non qualifié | Quatrième tour | 10 465                      | N/Q                         | Kléberson               | 8                 |
| 2014   | NASL Fall        | 7e               | 18               | 6                | 5                | 7                | 21               | 25               | 23               | 9e               | Non qualifié | Quatrième tour | 10 465                      | N/Q                         | Kléberson               | 8                 |
| 2015   | NASL Spring      | 5e               | 10               | 3                | 4                | 3                | 13               | 12               | 13               | 9e               | Non qualifié | Troisième tour | 9 809                       | N/Q                         | Brian Brown Dylan Mares | 5                 |
| 2015   | NASL Fall        | 9e               | 20               | 5                | 5                | 10               | 23               | 36               | 20               | 9e               | Non qualifié | Troisième tour | 9 809                       | N/Q                         | Brian Brown Dylan Mares | 5                 |
| 2016   | NASL Spring      | 1er              | 10               | 4                | 6                | 0                | 15               | 8                | 18               | 2e               | Finale       | Quatrième tour | 8 396                       | 9 702                       | Éamon Zayed             | 15                |
| 2016   | NASL Fall        | 2e               | 22               | 11               | 4                | 7                | 36               | 25               | 37               | 2e               | Finale       | Quatrième tour | 8 396                       | 9 702                       | Éamon Zayed             | 15                |
| 2017   | NASL Spring      | 6e               | 16               | 4                | 8                | 4                | 21               | 22               | 20               | 6e               | Non qualifié | Deuxième tour  | 8 395                       | N/Q                         | Éamon Zayed             | 11                |
| 2017   | NASL Fall        | 8e               | 16               | 3                | 4                | 9                | 18               | 34               | 13               | 6e               | Non qualifié | Deuxième tour  | 8 395                       | N/Q                         | Éamon Zayed             | 11                |

## Stade
L'Eleven dispute ses rencontres à domicile au Carroll Stadium à Indianapolis sur le campus commun de l'Université d'Indiana et de l'Université Purdue jusqu'à la saison 2017. À partir de 2018, la franchise qui passe alors en USL déménage au Lucas Oil Stadium en centre-ville.

## Personnalités du club

### Entraîneurs
Le tableau suivant présente la liste des entraîneurs du club depuis 2014.
| Rang | Nom                 | Période     |
| ---- | ------------------- | ----------- |
| 1    | Juergen Sommer      | 2014-2015   |
| 2    | Tim Regan (intérim) | 2015        |
| 3    | Tim Hankinson       | 2016-2017   |
| 4    | Martin Rennie       | 2018-2021   |
| 5    | Mark Lowry          | depuis 2021 |

### Joueurs emblématiques
- Brian Brown
- Kléberson
- Kristian Nicht
- Erick Norales
- Blake Smith